# Dandakhali
Dandakhali (nepalski: डाँडाखाली) – gaun wikas samiti w zachodniej części Nepalu w strefie Bheri w dystrykcie Surkhet. Według nepalskiego spisu powszechnego z 2001 roku liczył on 110 gospodarstw domowych i 616 mieszkańców (290 kobiet i 326 mężczyzn).